# 清海部隊
清海部隊（朝鲜语：청해부대，朝鮮漢字：淸海部队）是大韩民国海军成立的一支反海盗部队，它加入聯合特遣部隊151以負責在索马里海岸附近保护商船免遭海盜侵擾。清海部隊以9世纪韩国著名军事基地莞岛清海镇遗址命名。 
根據美海軍鎭海艦隊支援部隊的部署，清海部隊负责安全护送数百艘過往商船，并曾數次营救過巴哈马、丹麦、朝鲜和韩国等國船只。2011年1月，清海部隊的突击队成功进行了為大眾所知曉的一次韩国油轮營救，並释放了被索马里海盗扣为人质的船员。
2020年美軍空襲巴格達機場以及伊朗襲擊伊拉克美軍基地導致中東局勢驟然升級。美國因此希望韓國派兵前往霍爾木茲海峽。2020年1月21日，韩国国防部決定将清海部队的作战范围從亞丁灣擴展至阿曼湾、波斯湾、霍爾木茲海峽等地。

## 另見
- 索馬利亞海盜

## 更多阅读
- Lee, Su-jin. . ROK Angle (Korea Institute for Defense Analyses). December 31, 2009, (20): 2–3  [2022-01-10]. （原始内容存档于2016-04-04）.